# Доходы населения России
| >50 000 40 000 — 50 000 32 900 — 40 000 | 30 000 — 32 900 26 000 — 30 000 24 000 — 26 000 | 22 000 — 24 000 <22 000 |

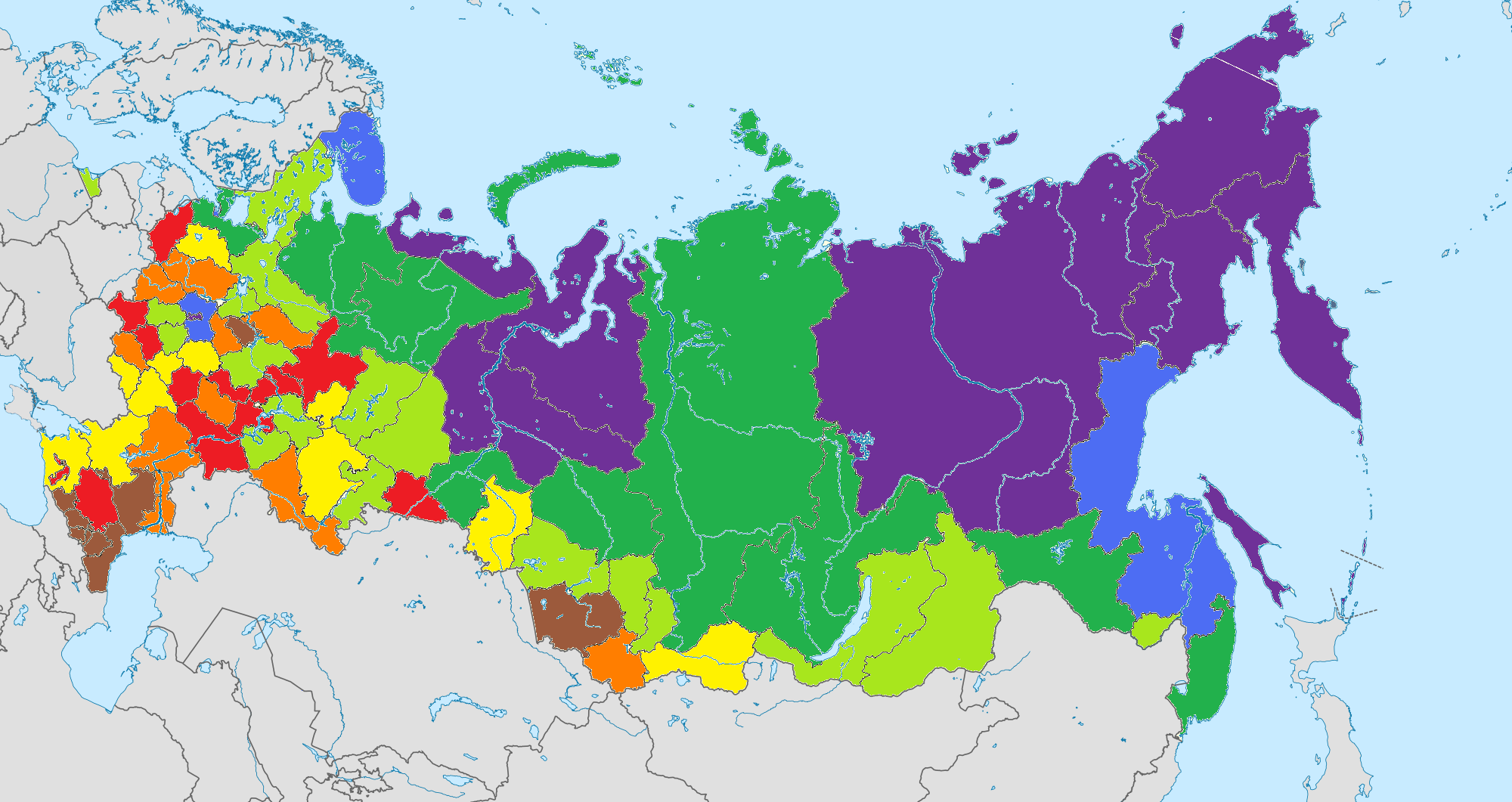
Медианная зарплата по регионам в апреле 2019 года (руб./месяц):
>50 000
40 000 — 50 000
32 900 — 40 000
30 000 — 32 900
26 000 — 30 000
24 000 — 26 000
22 000 — 24 000
<22 000

По официальным данным от Росстата, средний доход населения России в 2020 году составил 35 361 в месяц, среднемесячная зарплата — 51 083 рубля, средняя пенсия — 14 986 рублей. Общий объём денежных доходов населения России в 2020 году составил 62 трлн рублей. Россия относится к самым работающим странам мира, с наибольшей нагрузкой на работников: она всегда входила в пятёрку стран с самой высокой продолжительностью рабочего времени. В год россиянин работает на 600 часов больше чем, например, немец.
В начале июля 2024 года Всемирный банк перевёл Россию в категорию стран с высоким уровнем доходов. Уровень национального дохода в 2023 году на душу населения составил 14 250 долларов США. В 2022 году этот показатель находился на уровне 12 830 долларов США, в то время РФ находилась среди стран с ВНД выше среднего. По данным Росстата в 2024 году средний размер оплаты труда в России составлял 87 952 руб. (брутто; 951,47 $) и 76 518,24 руб. (нетто, после вычета налога в 13 %; 827,78 $).
С 2020 года в России рассчитывается медианный подушевой доход, исходя из размеров которого так же рассчитываются прожиточный минимум и МРОТ. Медианная зарплата — это срединная зарплата, при которой половина (50 %) работников России или региона получает меньше этого уровня, а половина (50 %) — больше её. Данный показатель точнее отражает ситуацию, чем среднемесячная зарплата.
Так, по данным Сбериндекса в 2020 году медианная зарплата по всем отраслям в России составила 31540 руб. в январе и 38278 руб. в декабре. В январе 2021 года она составила 33549 руб., в декабре 2021 года — 42801 руб. В январе 2022 года медианная зарплата составила 37429 руб., в декабре 2022 года — 49627 руб.
По данным Росстата за 2022 год медианная заработная плата составила 40 368 рублей. Средняя номинальная начисленная заработная плата составила 65 388 рублей.
В России оплата труда составляет примерно 39 % ВВП, в то время как в большинстве европейских стран этот показатель выше 50 %. В последние годы считалось, что низкая зарплата — конкурентное преимущество российской экономики, поскольку это выгодно для ведения бизнеса, а бедность можно «подлечить» выплатами уязвимым гражданам. Но только на единое пособие бюджет потратит 1,6 трлн рублей в 2024 году. «Государству недёшево обходится эта мера поддержки. Если количество получателей пособий будет расти, политика, когда пособия — главный инструмент борьбы с бедностью, станет дополнительным риском для бюджетной стабильности», — предупредила проректор Высшей школы экономики Лилия Овчарова. Опрос россиян в 2023 году о причинах отсутствия или малого количества путешествий указал, что отсутствие денег на путешествие составляет 62,9 % ответов. Социологи из исследовательского холдинга «Ромир» и эксперты из Института народнохозяйственного прогнозирования (ИНП) РАН в 2024 году сообщили, что у населения остаётся всё меньше свободных денег после обязательных платежей и они ожидают дальнейшего замедления потребления домохозяйств на фоне роста цен. Они видят в таком замедлении проблему для всей экономики РФ.
В процессе опроса в 2022 году выяснилось, что две трети россиян (66 %) исключают вероятность того, что в ближайшее время возьмут кредит на приобретение жилья — ипотеку. Причинами, по их мнению, являются низкие зарплаты и высокие ставки по ипотеке. Медианная зарплата в России в феврале 2023 года составляет 42 024 рубля. Показатель на июль 2023 года составил 53 571 рубль. 16 июня вице-премьер РФ Татьяна Голикова в ходе выступления на сессии Петербургского международного экономического форума (ПМЭФ-23) сообщила, что около 6 млн занятых россиян получают зарплату ниже уровня минимального размера оплаты труда (МРОТ) (ниже 16 242 руб. в месяц) и около 12 млн россиян работают без трудовых договоров, либо договоров гражданско-правового характера (ГПХ), или статуса самозанятых. По состоянию на апрель 2023 года около половины россиян жалуются на слишком низкую заработную плату и хотят получать в два раза больше, к таким выводам пришли аналитики HeadHunter. В целом, 71 % жителей страны недовольны своим заработком. Только четверть (26 %) работающего населения РФ устраивает размер месячной заработной платы .
По выборочному исследованию Росстата за апрель 2021 года средняя начисленная (брутто) зарплата в России составила 56 280 рублей.
По опросу Левада-центра в июне 2023 года россияне отмечали, что их средний доход в месяц за первую половину 2023 года составил 24 тыс. руб. А чтобы обеспечивать прожиточный минимум им нужно зарабатывать в среднем 27,8 тыс. руб. в месяц.
По официальным данным Росстата по состоянию на сентябрь 2021 года средней размер оплаты труда в России составлял 54 687 рублей. При этом число населения с доходами ниже уровня бедности (11 908 рублей в месяц) к концу 2021 года составило около 11 % (более 16 млн человек), а в течение года составляло в пределах 8,5—14,2 %, рассчитанное Росстатом по новой методике. С 1 января 2022 года минимальный размер оплаты труда в России установлен в размере 13 890 рублей.
Основными видами доходов населения России являются: оплата труда (включая скрытую) — 66 %, социальные выплаты — 19 %, доходы от предпринимательской деятельности — 8 %, доходы от собственности — 5 %, прочие доходы — 2 % (по данным за 2018 год).
Структура использования доходов населения РФ: покупка товаров и услуг — 75 %, обязательные платежи и различные взносы — 12 %, сбережения — 8 %, покупка иностранной валюты — 4 %, прирост денег на руках у населения — 2 % (по данным за 2017 год). По данным ОЭСР, в 2018 году в среднем тратилось только на еду 30 % доходов граждан, и ещё 23,4 % на услуги ЖКХ, одежду с обувью, связь и проезд.

## Список субъектов России по среднемесячной зарплате
В России существует среднемесячная зарплата номинальная и реальная. К номинальной относятся все зарплаты, включая зарплаты наёмных работников организаций, индивидуальных предпринимателей, физических лиц, а также зарплаты чиновников, директоров предприятий и индивидуальных предпринимателей. К реальным зарплатам относятся только зарплаты, начисленные и выплаченные наёмных работников в организациях, у индивидуальных предпринимателей и физических лиц.
Во всех регионах заработная плата и расходы на питание, ЖКХ примерно равны. Так как чем выше зарплата в регионе, тем выше расходы. Это не относится к Москве: цены на продукты могут быть равны ценам на продукты в других регионах с более низкой заработной платой. Граждане России, проживающие в разных регионах, порой оказываются в очень разных условиях. В некоторых районах в силу климатических причин прожиточный минимум значительно выше, а условия труда и быта намного сложнее и связаны с дополнительными нагрузками на здоровье людей. В связи с этим в некоторых регионах страны к заработной плате требуется районный коэффициент (доплата, компенсация работнику за работу в тяжёлых климатических условиях или в связи с другими затратами). К таким регионам относятся: южная часть Восточно-Сибирского региона; Дальний Восток; Крайний Север и близкие ему по статусу районы.
Среднемесячная реальная заработная плата в России в 2022 году по данным Росстата была 50 702 руб. в месяц
Среднемесячная номинальная заработная плата в регионах на начало 2023 года по данным Росстата , в рублях и долларах. Летом 2023 года курс доллара в России 1 доллар = 91 рубль.
| Federal subject                     | RUB     | USD   |
| Россия                              | 62 270  | 684   |
| ----------------------------------- | ------- | ----- |
| Центральный федеральный округ       |         |       |
| Москва                              | 113 671 | 1249  |
| Белгородская область                | 46 133  | 506   |
| Брянская область                    | 40 354  | 443   |
| Владимирская область                | 44 188  | 485   |
| Воронежская область                 | 45 142  | 496   |
| Ивановская область                  | 35 232  | 387   |
| Калужская область                   | 51 426  | 565   |
| Костромская область                 | 38 883  | 427   |
| Курская область                     | 45 417  | 499   |
| Липецкая область                    | 44 152  | 485   |
| Московская область                  | 67 119  | 737   |
| Орловская область                   | 39 518  | 434   |
| Рязанская область                   | 44 065  | 484   |
| Смоленская область                  | 39 925  | 438   |
| Тамбовская область                  | 37 462  | 411   |
| Тверская область                    | 44 643  | 490   |
| Тульская область                    | 48 332  | 531   |
| Ярославская область                 | 45 499  | 499   |
| Северо-Западный федеральный округ   |         |       |
| Республика Карелия                  | 57 059  | 627   |
| Республика Коми                     | 70 514  | 774   |
| Ненецкий автономный округ           | 108 435 | 1 191 |
| Архангельская область               | 69 186  | 760   |
| Вологодская область                 | 52 557  | 577   |
| Калининградская область             | 45 276  | 497   |
| Ленинградская область               | 56 724  | 623   |
| Мурманская область                  | 91 481  | 1 005 |
| Новгородская область                | 45 026  | 494   |
| Псковская область                   | 38 302  | 420   |
| Санкт-Петербург                     | 80 698  | 886   |
| Южный федеральный округ             |         |       |
| Адыгея                              | 39 591  | 435   |
| Калмыкия                            | 37 690  | 414   |
| Республика Крым                     | 40 540  | 445   |
| Севастополь                         | 40 737  | 447   |
| Краснодарский край                  | 46 861  | 514   |
| Астраханская область                | 49 018  | 538   |
| Волгоградская область               | 41 263  | 453   |
| Ростовская область                  | 42 797  | 470   |
| Северо-Кавказский федеральный округ |         |       |
| Дагестан                            | 34 667  | 380   |
| Ингушетия                           | 37 138  | 408   |
| Кабардино-Балкария                  | 34 835  | 382   |
| Карачаево-Черкесия                  | 34 726  | 381   |
| Северная Осетия-Алания              | 35 916  | 394   |
| Чечня                               | 32 941  | 361   |
| Ставропольский край                 | 39 718  | 436   |
| Приволжский федеральный округ       |         |       |
| Башкортостан                        | 47 524  | 522   |
| Марий Эл                            | 39 138  | 430   |
| Мордовия                            | 39 759  | 436   |
| Татарстан                           | 52 789  | 580   |
| Удмуртия                            | 44 421  | 488   |
| Чувашия                             | 40 000  | 439   |
| Пермский край                       | 50 726  | 557   |
| Кировская область                   | 40 221  | 441   |
| Нижегородская область               | 44 030  | 483   |
| Оренбургская область                | 44 214  | 485   |
| Пензенская область                  | 40 197  | 441   |
| Самарская область                   | 46 176  | 507   |
| Саратовская область                 | 42 361  | 465   |
| Ульяновская область                 | 40 376  | 443   |
| Уральский федеральный округ         |         |       |
| Курганская область                  | 39 900  | 438   |
| Свердловская область                | 53 726  | 590   |
| Ханты-Мансийский автономный округ   | 98 215  | 1 079 |
| Ямало-Ненецкий автономный округ     | 158 333 | 1 739 |
| Тюменская область                   | 100 074 | 1 099 |
| Челябинская область                 | 50 034  | 549   |
| Сибирский федеральный округ         |         |       |
| Республика Алтай                    | 44 358  | 487   |
| Алтайский край                      | 36 612  | 402   |
| Тыва                                | 54 003  | 593   |
| Хакасия                             | 53 553  | 588   |
| Красноярский край                   | 70 189  | 771   |
| Иркутская область                   | 62 957  | 691   |
| Кемеровская область                 | 55 966  | 615   |
| Новосибирская область               | 50 354  | 553   |
| Омская область                      | 45 249  | 497   |
| Томская область                     | 56 210  | 617   |
| Дальневосточный федеральный округ   |         |       |
| Бурятия                             | 53 832  | 591   |
| Республика Саха (Якутия)            | 101 343 | 1 113 |
| Забайкальский край                  | 58 838  | 646   |
| Камчатский край                     | 127 145 | 1 397 |
| Приморский край                     | 61 771  | 678   |
| Хабаровский край                    | 63 105  | 693   |
| Амурская область                    | 67 992  | 747   |
| Магаданская область                 | 123 813 | 1 360 |
| Сахалинская область                 | 105 614 | 1 160 |
| Еврейская автономная область        | 56 083  | 616   |
| Чукотский автономный округ          | 142 466 | 1 565 |

## История

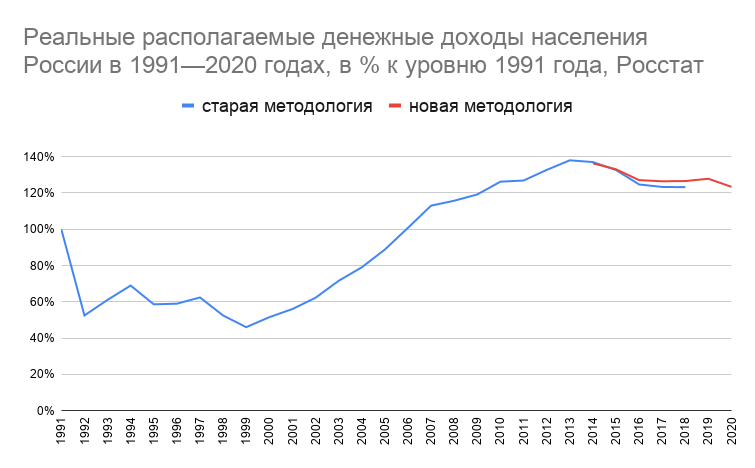
Реальные располагаемые денежные доходы населения России в 1991—2020 годах, в % к уровню 1991 года

### 1990-е годы
В 1990-е годы уровень жизни большинства населения определялся величиной заработной платы и социальных выплат. За 1990-е годы реальные доходы населения России снизились более чем в два раза до показателей 1960-70-х годов, при этом произошло ухудшение большинства показателей уровня и качества жизни.
Исследователи отмечали, что уровень и структура заработной платы не обеспечивали для абсолютного большинства работающих полного или хотя бы приемлемого возмещения затраченной ими рабочей силы. По данным Госкомстата, к концу 1995 года средний уровень реальной заработной платы упал примерно до 34 % от уровня, существовавшего до начала реформ (январь 1992 года). Академик Д. Львов приводил данные, согласно которым среднемесячная заработная плата в сопоставимых ценах в 1991 году составляла 598 рублей в месяц, а в 1998 году — только 198 рублей, то есть произошло её снижение в 3 раза. Наибольшее падение реальной заработной платы произошло в 1995 и 1998 годах.
Одной из острейших проблем 1990-х годов были массовые невыплаты зарплат, пенсий и социальных пособий. Так, согласно данным Госкомстата, на конец июля 1997 года объём задолженности по выплате заработной платы, за который ответственно государство, составлял 11,4 трлн рублей. В эту статистику не были включены данные по задолженности военным и некоторым другим категориям работников, и их включение повышало размер задолженности примерно до 20 трлн рублей. Общая задолженность по зарплате на начало 1997 года (согласно данным Госкомстата) составила примерно 50 трлн руб.

### 2000-е годы
В 2000-х годах произошло значительное увеличение реальных доходов населения, а также снижение доли населения, живущего ниже уровня бедности по официальной статистике (с 29 % в 2000 году до 11 % в 2009). Средний доход населения увеличился с 1659 рублей в месяц в 1999 году до 16 895 рублей в 2009 году, средняя зарплата — с 1523 рублей до 18 638 рублей. Реальные располагаемые денежные доходы населения выросли в 2,6 раза.
В 2001 году впервые в истории России была установлена плоская шкала подоходного налога в размере 13 %. В 2002 году стартовала пенсионная реформа, заключающаяся в переходе от чисто распределительной системы к распределительно-накопительной системе пенсионного обеспечения.

### 2010-е годы
В начале 2010-х годов рост доходов населения продолжился. В 2013 году среднемесячный доход населения составил 25 928 рублей, средняя зарплата — 29 792 рубля. Реальные доходы в 2010—2013 годах выросли на 16 %.
Однако, в связи с финансово-экономическим кризисом, в 2014 году впервые за последние годы реальные доходы населения снизились (на 0,7 %).
В 2015 году реальные доходы населения снизились на 3,2 %, в 2016 году — на 6 %, в 2017 году — на 2 %.
В 2018 году произошёл рост реальных доходов населения на 1,1 %; в 2019 году — рост на 1,7 %..

### 2020-е годы
В 2020 году реальные доходы населения России снизились на 2 %.
С 1 января 2021 года в России плоская шкала подоходного налога была заменена на двухуровневую — 13 % для тех, кто зарабатывает до пяти миллионов рублей в год включительно, и 15 % для тех, чьи доходы выше.
По итогам 2021 года реальные располагаемые доходы населения России выросли на 3,1 % — рекордный рост с 2013 года.
В марте 2023 года Заместитель председателя правительства РФ Татьяна Голикова сообщила, что среднедушевой доход в стране в 2022 году увеличился на по отношению к 2021 году на 12,4 % и составил 45 272 рубля в месяц. Динамика увеличения реальной зарплаты, по её словам, зафиксирована в 22 регионах России. Всего же за пять прошедших лет рост этого показателя составил 22,1 % и прогнозируется его дальнейшее повышение в 2022 году. К 2023 году, по информации Голиковой, ожидается устойчивый рост реальных зарплат и доходов населения. Она также сообщила, что благодаря мерам поддержки с 2017 года черту бедности смогли покинуть 3,6 млн человек.
По данным Росстата среднемесячная заработная плата в России в период с марта 2022 года по март 2023 года выросла на 6,3 % и составила 71 334 рубля. По данным ведомства рост реальных зарплат с поправкой на инфляцию за 2022 года составил 0,3 % вместо предполагаемого снижения на 1,0 %. За первые три месяца 2023 года реальный размер средней зарплаты в России в годовых значениях вырос на 1,9 %. На 2023 год рост реальных зарплат, по данным Минэкономразвития, должен составить 5,4 %, в 2024 году — 2,8 %, в 2025 году — 2,8 %.
В сентябре 2023 года Владимир Путин объявил о приоритетной задаче для властей всех уровней и компаний России — за ближайшие десять лет перейти к экономике высоких зарплат. Для этого, по его словам, необходимо умножить усилия по подготовке кадров и проводить оценку спроса специалистов на рынке труда.
По информации премьер-министра РФ Михаила Мишустина, за 2023 год номинальный рост заработной платы в стране превысил 14 %, реальный — 7,8 % , а её средний размер увеличился до 73 тысяч рублей.
По данным Росстата в 2023 году не осталось домохозяйств, у которых не хватает денег на еду. В 2004 году доля таких семей составляла 4,4 %. В 2022 — 0,1 %. На 3,4 % выросло число домохозяйств, которые имеют деньги на покупку всего необходимого. Сократилось с 49,7 % до 48,7 % количество тех, кто не может приобрести товары длительного пользования, и с 12,9 % до 11,2 % тех, кто испытывает трудности с покупкой одежды и оплатой ЖКХ.
Согласно исследованию ЦМАКП, вышедшему в середине 2024 года, рост благосостояния в РФ за год стал устойчивым, хотя при этом увеличился уровень неравенства по доходам. Доходы населения в 2023 году выросли на 5,6 %, а в первом полугодии 2024 года — на 7,4 %. Реальные зарплаты в 2023 году увеличились на 7,8 %, за первые пять месяцев 2024 — на 10,1 %. Прирост зарплат затронул практически все сферы: от финансовой отрасли до добывающей промышленной. Уровень бедности сократился в 2023 году до минимального в 8,5 %. В составе высоходоходных групп населения, по мнению авторов исследования, появилась новые группы — участники военной операции на Украине — их доходы минимум вдвое превышают среднюю зарплату по стране, а также работники отраслей, активно участвующих в импортозамещении. В 2023 году доля граждан с доходами выше 100 тыс. рублей в месяц выросла до 10 % с 5,7 % в 2021 году.
По данным прогноза социально-экономического развития РФ от Минэкономразвития, среднемесячные зарплаты граждан России с 2024 года по 2027 год вырастут на 35%. В 2024 году по сравнению с 2023 годом средняя зарплата вырастет на 17,9% до 74 854 рублей. В 2025 году — на 13,2% до 99 952 руб, в 2026 году — на 10,2% до 110 169 руб, в 2027 году на +8,3% до 119 296 руб..
По информации премьер-министра РФ Михаила Мишустина, реальные денежные доходы населения России за 2024 год выросли на 8,4%, зарплата за 11% месяцев того же года — на 8,7%.
По данным Росстата к декабрю 2024 года рост зарплат достиг своих максимальных значений с ноября 2008 года: 21,9% в годовом выражении. До вычета налогов средние зарплаты в РФ составили 128 665 рублей, в том числе в Москве — 281 778 руб; Чукотском автономном округе – 262 061 руб.; в Магаданской области – 224 085 руб..
В апреле 2025 года, по данным Росстата, среднемесячная заработная плата в РФ достигла 99400 рублей. Зарплату свыше 100 000 рублей (до вычета налогов) имели 31,9 работающих граждан, что почти вдвое превышает уровень 2023 года. По информации Росстата, на тот же период количество россиян, получающих зарплату от 100 000 до 150 000 рублей составило  17,2%, от 150 000 до 2000 — 6,8%, от 200 000 до 400 000 — 6,3%. Менее 22 400 рублей — 2,6% работников.  

## Виды доходов

### Заработная плата

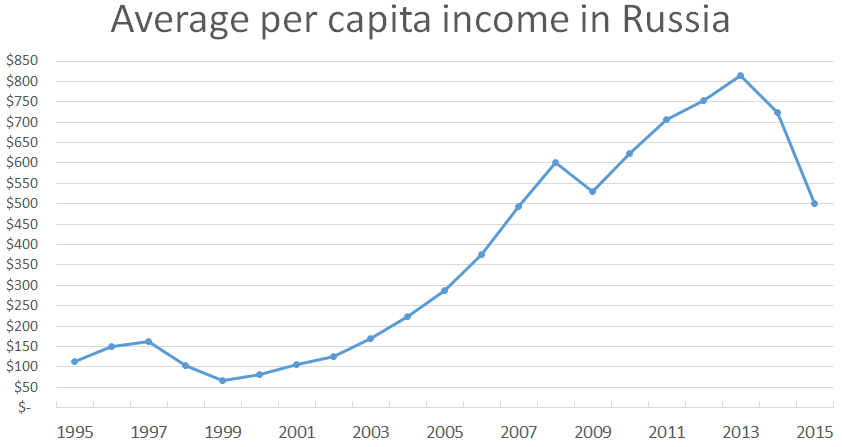
Динамика средней заработной платы в России в долларах США в 1995—2015 годах по данным ОЭСР

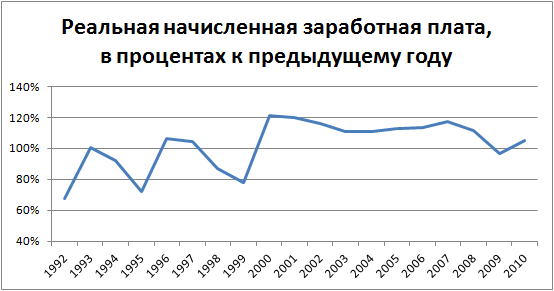

По размеру средней заработной платы Россия занимает 1-е место среди стран СНГ и 4-е место, после стран Прибалтики, среди 15 постсоветских республик.
Средний размер зарплаты работников организаций в России в июне 2021 года составлял:
- до уплаты налогов: 58782 рубля
- после уплаты стандартной ставки налога в 13 %: 51140 рублей

В пересчёте по паритету покупательной способности (ППС) заработная плата в долларовом выражении в России значительно выше, чем по рыночному курсу. Так, в 2017 году средняя зарплата по ППС составляла 1640 $, при этом в пересчёте по рыночному курсу она в том же году равнялась 671 $.
Средняя зарплата в негосударственных учреждениях значительно выше, чем в государственных и муниципальных (в апреле 2019 года 56 477 и 39 640 рублей соответственно).

#### По видам экономической деятельности
Среднемесячная номинальная начисленная заработная плата работников по полному кругу организаций по видам экономической деятельности в Российской Федерации в 2015—2016 годах, рублей.
| вид деятельности                                                              | 2015    | 2015   | 2015    | 2016   | 2016    |
| вид деятельности                                                              | октябрь | ноябрь | декабрь | январь | февраль |
| ----------------------------------------------------------------------------- | ------- | ------ | ------- | ------ | ------- |
| Сельское хозяйство, охота и лесное хозяйство                                  | 20 135  | 19 568 | 23 246  | 18 762 | 18 229  |
| Рыболовство, рыбоводство                                                      | 49 033  | 47 057 | 51 653  | 50 320 | 45 331  |
| Добыча полезных ископаемых                                                    | 59 980  | 60 381 | 86 085  | 62 498 | 61 407  |
| из неё:                                                                       |         |        |         |        |         |
| добыча топливно-энергетических полезных ископаемых                            | 64 801  | 64 996 | 94 211  | 71 212 | 68 605  |
| добыча полезных ископаемых, кроме топливно-энергетических                     | 50 544  | 51 210 | 69 653  | 44 479 | 46 620  |
| Обрабатывающие производства                                                   | 32 145  | 31 639 | 37 503  | 31 261 | 31 968  |
| из них:                                                                       |         |        |         |        |         |
| производство пищевых продуктов, включая напитки, и табака                     | 27 554  | 26 611 | 29 950  | 26 768 | 26 753  |
| текстильное и швейное производство                                            | 16 100  | 15 661 | 17 309  | 14 484 | 15 441  |
| производство кожи, изделий из кожи и производство обуви                       | 18 619  | 18 410 | 19 088  | 17 566 | 18 762  |
| обработка древесины и производство изделий из дерева                          | 20 659  | 20 163 | 22 304  | 20 500 | 20 812  |
| целлюлозно-бумажное производство: издательская и полиграфическая деятельность | 30 657  | 30 198 | 35 047  | 31 869 | 35 259  |
| производство кокса и нефтепродуктов                                           | 68 405  | 67 585 | 93 483  | 66 430 | 70 290  |
| химическое производство                                                       | 38 413  | 37 627 | 48 872  | 40 436 | 42 639  |
| производство прочих неметаллических минеральных продуктов                     | 28 078  | 26 930 | 29 874  | 25 621 | 26 409  |
| производство резиновых и пластмассовых изделий                                | 25 887  | 25 313 | 27 783  | 25 024 | 25 148  |
| металлургическое производство и производство готовых металлических изделий    | 33 560  | 32 151 | 38 428  | 32 564 | 33 229  |
| производство машин и оборудования                                             | 32 519  | 32 416 | 37 972  | 32 185 | 38 879  |
| производство электрооборудования, электронного и оптического оборудования     | 37 839  | 38 337 | 46 791  | 35 027 | 35 681  |
| производство транспортных средств и оборудования                              | 37 160  | 36 988 | 43 664  | 35 199 | 36 501  |
| прочие производства                                                           | 21 803  | 21 033 | 23 822  | 20 355 | 21 497  |
| Производство и распределение электроэнергии, газа и воды                      | 35 246  | 35 733 | 44 216  | 37 095 | 36 976  |
| Строительство                                                                 | 29 916  | 29 786 | 36 506  | 27 603 | 29 082  |
| Оптовая и розничная торговля; ремонт автотранспортных средств                 | 27 544  | 26 840 | 31 588  | 27 602 | 28 112  |
| Гостиницы и рестораны                                                         | 20 438  | 20 052 | 22 533  | 21 652 | 20 917  |
| Транспорт и связь                                                             | 38 259  | 36 666 | 43 801  | 38 491 | 37 869  |
| из них связь                                                                  | 32 022  | 32 663 | 37 776  | 33 689 | 33 433  |
| Финансовая деятельность                                                       | 61 790  | 66 972 | 111 124 | 60 725 | 90 170  |
| Операции с недвижимым имуществом, аренда и предоставление услуг               | 38 503  | 39 944 | 53 172  | 37 603 | 40 230  |
| Научные исследования и разработки                                             | 57 935  | 63 120 | 84 159  | 51 122 | 53 770  |
| Государственное управление и обеспечение военной безопасности; социал…        | 41 163  | 39 103 | 65 101  | 36 127 | 37 368  |
| Образование                                                                   | 26 560  | 27 554 | 34 951  | 25 133 | 25 797  |
| Здравоохранение и предоставление социальных услуг                             | 27 197  | 27 660 | 34 695  | 28 640 | 26 710  |
| Предоставление прочих коммунальных, социальных и персональных услуг           | 29 743  | 29 732 | 38 709  | 30 185 | 30 427  |
| из них деятельность по организации отдыха и развлечений, культуры и спорта    | 33 096  | 33 039 | 45 250  | 33 639 | 34 472  |

#### Система образования
Средняя зарплата в российской системе образования в феврале 2016 года составляла 25 797 рублей в месяц, в том числе в:
| Вид деятельности                                                                         | 2012   | 2013   | 2014   | 2015   |
| ---------------------------------------------------------------------------------------- | ------ | ------ | ------ | ------ |
| Образование                                                                              | 19 075 | 23 594 | 26 111 | 27 156 |
| Дошкольное и начальное общее образование                                                 | 14 572 | 18 711 | 20 613 | 21 149 |
| Основное общее, среднее (полное) общее, начальное и среднее профессиональное образование | 19 807 | 24 510 | 27 075 | 28 093 |
| Высшее профессиональное образование                                                      | 26 474 | 31 697 | 35 590 | 38 245 |
| Образование для взрослых и прочие виды образования                                       | 20 647 | 22 594 | 24 600 | 32 239 |

По данным Роскомстата, средняя заработная плата педагога общеобразовательного учреждения в России составила в 2018 году 38 400 рублей, что на 10 % больше, чем годом ранее. При этом самый высокий доход — у учителей на Чукотке — более 93 тысяч рублей.

#### Медианная зарплата

Пример разниц значений модального, медианного и среднего показателей на графиках распределения близкого к нормальному (непрерывной линией) и неравномерного смещённого (пунктирной линией). Ось X — значения выборки, ось Y — количество в выборке каждого значения оси X. σ — среднеквадратичное отклонение

Медианная зарплата является более объективным показателем, нежели средняя зарплата, не показывающей реального распределения зарплат и его размера у бо́льшей части работников. Показатель средней зарплаты объективен только в случае стандартного нормального распределения Гаусса, при котором медианное и среднее значения будут практический равны.
В 2020 году медианная зарплата в России составила 32 422 рубля. Соотношение значения медианной зарплаты к средней зарплате в организациях — 63 %, к среднему трудовому доходу (с учётом занятости в неформальном секторе) — около 76 %. Подобная разница свидетельствует о неравномерности распределения размера зарплат и наличия сверхвысоких зарплат у незначительной части работающих, сказывающейся на более высоком показателе средней зарплаты.

#### Минимальная зарплата
Общефедеральный минимальный размер оплаты труда в России (МРОТ) с 2020 года привязан к величине медианной зарплаты. С 1 января 2021 года он составляет 42 % медианной зарплаты — это 12 792 рубля (до уплаты подоходного налога) и 11 129 рублей (после вычета налога в 13 %). С 1 января 2024 года МРОТ составляет 19 242 руб
Каждый субъект федерации может устанавливать свою норму минимальной зарплаты, которая при этом не может быть ниже федеральной. Региональный МРОТ является обязательным для всех работодателей, кроме финансируемых из федерального бюджета, работающих на территории субъекта федерации. Так, в Москве с 1 января 2021 года МРОТ составляет 20589 рублей, в Московской области — 15000 рублей.
В 2021 году заработную плату на уровне федерального МРОТ (12 792 рублей) или ниже получало 2,5 % работающих граждан.

#### Дифференциация зарплат
Если средняя зарплата по стране в 2016 году составляла 36,7 тысячи рублей, то медианная зарплата (зарплата, делящая всех работающих по численности на две равные группы) была 26,5 тысяч рублей, а модальная зарплата (зарплата самой многочисленной группы работающих — 20 %) — от 17 тысяч до 25 тысяч рублей в месяц.
По регионам России среднемесячная зарплата колебалась от 17 419,05 рубля в Орловской области до 73 091,7 рубля в Ямало-Ненецком автономном округе.
Разрыв между зарплатой руководителей и рядовых сотрудников компаний в России находится на уровне развивающихся стран и намного выше уровня развитых стран: если в России разница в зарплатах составляет 12,5 раз, то в Китае — 13,4, в странах Латинской Америки — 10,2, в странах Западной Европы и США — 3,5, а в Северной Европе — 2,9.

#### «Серые» зарплаты
Объём «серых» зарплат в России, по оценкам министра финансов России Антона Силуанова, составляет более 10 трлн рублей в год или 30 % зарплатного фонда.
По данным исследования портала Rabota.ru, в 2013 году доля «серых» зарплат на рынке составляла 35 %, в 2014 году — 59 %: полностью «серая» — 29 %, 24 % — сочетание «серой» с «белой», 9 % — «серая» с «чёрной» и 8 % — сочетание «белой» и «чёрной».
По другим данным, неофициальный доход получает каждый четвёртый россиянин.

#### Задолженность по зарплатам
На 1 февраля 2016, по сведениям организаций (не относящихся к субъектам малого предпринимательства), суммарная задолженность по заработной плате составила 4 332 млн рублей. По данным Росстата на 1 июля 2019 года суммарная просроченная задолженность по зарплате составила 2 569,7 млн рублей, и по сравнению с 1 июня 2019 года снизилась на 378,8 млн рублей (на 12,8 %).
С 2005 года по 2023 год количество работников, которым задержали жалованье сократилось в 250 раз: с почти 2,5 млн человек до 10 тыс. Вместе с этим в 19 раз упал объём задолженностей с 15 млрд до 800 млн..

### Пенсии
Средняя пенсия в России в октябре 2018 года — 13 383 рублей. Минимальная пенсия по старости в 2018 году установлена в размере 8703 рублей. Прожиточный минимум для пенсионеров в 2015 году — 8210 рублей.
Средняя страховая пенсия в 2022 году составила 17 тысяч рублей, выплата страховой пенсии 6400 рублей.

## Прожиточный минимум
Прожиточный минимум для трудоспособного населения в целом по России — 10 187 рублей, что является уменьшением (по решению правительства) по сравнению с 2015 годом, когда за II квартал года он был равен 10 792 рублям для трудоспособных. Он был снижен также для детей с 366 рублей до 257 рублей, и пенсионеров — с 210 до 141 рубля. 10 марта 2016 года правительство Российской Федерации своим постановлением сократило средний прожиточный минимум (для всех категорий), установив его на четвёртый квартал 2015 года в размере 456
рублей. Он уменьшился на 221 рубль по сравнению с третьим кварталом (9 673 рубля).
Некоторые эксперты-экономисты, в том числе директор «ВЦУЖ» Вячеслав Бобков, полагают, что занижение МРОТ в России — это сознательная политика правительства через затормаживание роста заработной платы, а официально установленный прожиточный минимум искусственно занижен в 2—2,5 раза по сравнению с реальным (минимальной потребительской корзиной товаров и услуг). С 1 января 2013 года правительство РФ изменило принцип формирования потребительской корзины. Теперь в ней учитывается только стоимость продуктов питания, а стоимость непродовольственных товаров и услуг берётся как 50 % от стоимости продуктовой корзины, а не с помощью подробного списка, как было до этого. По мнению экспертов, это позволяет за счёт «статистических манипуляций» искусственно сдерживать официально установленный прожиточный минимум. Таким образом «государство пытается сократить социальную нагрузку на бюджет» — заявил российский эксперт в интервью «Deutsche Welle».
По сообщению Росстата, численность населения с доходами ниже величины прожиточного минимума в России в первом квартале 2016 выросла до 22,7 миллиона человек по сравнению с 14,4 миллиона в четвёртом квартале 2015 года.
Прожиточный минимум в 2022 году 12654 рублей, для трудоспособного населения 13793 рублей.

## Налогообложение
С 1 января 2021 года в России действует двухуровневая шкала налога на доходы физических лиц (НДФЛ). Ставка налога составляет 13 % для тех, кто зарабатывает до пяти миллионов рублей в год включительно и 15 % для тех, чьи доходы выше. Поступления от налога направляются в бюджеты субъектов федерации и муниципальные бюджеты.
В 2017 году общий объём поступлений от НДФЛ составил 3,25 трлн рублей. Удельный вес НДФЛ в доходах консолидированного бюджета России в последние годы равняется 10-11 % (в 2017 году — 10,5 %).

## Расслоение по доходам

Карта мира, на которой показан Коэффициент Джини, измеряющий уровень расслоения по уровню благосостояния по странам мира на 2019 год

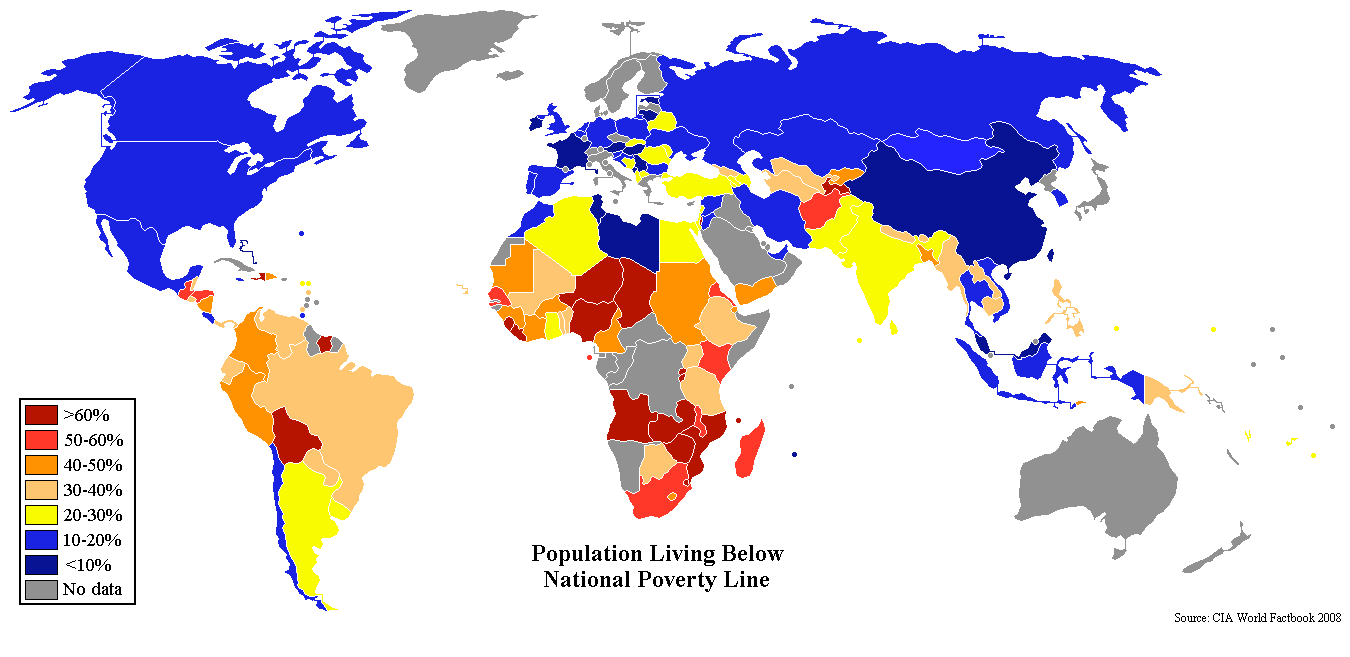
Удельный вес населения стран мира с доходами ниже национальной черты бедности (по данным ЦРУ)

Динамика доли населения России с денежными доходами ниже прожиточного минимума в 1992—2016 годах, в процентах

Одной из существенных проблем современного российского общества является большое экономическое неравенство среди граждан.
Распределение населения России по величине среднемесячных денежных доходов (по данным за 2018 год):
- До 10 000 рублей — 12 %
- 10 000—27 000 рублей — 43 %
- 27 000—45 000 рублей — 24 %
- свыше 45 000 рублей — 21 %

10 % наиболее низкооплачиваемых сотрудников получают в среднем 7 527 рублей в месяц, а 10 % самых высокооплачиваемых — 108 996, то есть в 14,5 раза больше. По итогам первого полугодия 2016, на долю 10 процентов наиболее обеспеченных людей пришлось 29,4 % общего объёма доходов, на долю 10 % наименее обеспеченных россиян — 2,1 процента. 90 % работающих в России получают меньше 44 тысяч рублей «чистыми», зарплата остальных 10 % — выше. Об этом говорят данные распределения зарплат за апрель 2015 года по децилям, 10-процентным группам работников. Несмотря на то, что во 2-й дециле средняя зарплата составляет 11,9 тысячи рублей (10,2 за вычетом НДФЛ), в среднем для 20 % наиболее низкооплачиваемых она равна 9,6 тысячи, или реально — 8,2 тысячи. Заработная плата в 3-й дециле — 15,4 тысячи рублей (13,2 — без НДФЛ), при этом всех 30 процентов самых бедных — в среднем 11,7 тысячи рублей (10 тысяч нетто). В 4-й дециле средняя зарплата составляет 19 тысяч рублей (16 — нетто), но все первые 4 децили вместе, то есть 40 % наиболее бедных работников, зарабатывают в среднем 13,5 тысяч рублей (11,5 — без НДФЛ). В 5-й 10%-й группе средняя зарплата — 22,8 или 19,4 тыс. — после вычета налога. А 50 % всех зарплат в среднем равняются 15,6 тысяче рублей (13,3 — чистыми). 60 % зарплат — в среднем 17,5 тысяч рублей (15 — после вычета налога), а 70 % — 19,7 тысячи (17 — нетто). Средняя зарплата 80 % трудящихся — это 22,3 тысячи рублей (19 — без налога). 90 % всех работающих в России зарабатывает в среднем 25,6 тысячи рублей (22 тысячи нетто). При этом наблюдается позитивная динамика в сокращении разрыва в доходах между мужчинами и женщинами: с 36,8 % в 2001 году до 28,3 % в 2017 году.

### Децильный коэффициент
В таблице приведены данные по соотношению 10 % самых богатых к 10 % самых бедных (децильный коэффициент):
| Год       | 1992 | 1995 | 1998 | 2001 | 2004 | 2007 | 2008 | 2009 | 2017 | 2018 |
| Отношение | 8,0  | 13,5 | 13,8 | 13,9 | 15,2 | 16,8 | 16,8 | 16,7 | 15,3 | 15,3 |

Для сравнения, самый низкий децильный коэффициент — в скандинавских странах Дании, Финляндии и Швеции, а также в постсоветской стране Белоруссии — 3—4. В Германии, Австрии и Франции этот коэффициент варьируется от 5 до 7, в США он равен 15, в Бразилии — 39. По утверждению журналиста Анны Гараненко, экономисты считают оптимальным соотношение от 5 до 7. В 2007 году глава Института экономики РАН Руслан Гринберг заявил: «Как только децильный коэффициент достигает 10, в стране появляются условия для социальных беспорядков. Это правило не действует разве что в США, где коэффициент держится на уровне 10—12. Но там это считается нормальным, поскольку философия американцев отличается от нашей. Там считается: если ты бедный, то сам виноват».

### Обеспеченное население
По данным Boston Consulting Group, в 2006 году в России было 440 000 домохозяйств с активами более 100 000 долларов, общее богатство домохозяйств увеличивается в среднем на 22,5 % в год, по итогам 2006 года составило 540 млрд долларов. 60,1 % активов российские домохозяйства держат в денежной форме (португальские — 59,5 %, чешские — 62,5 %, венгерские — 72 %).
По данным «Ренессанс капитал управление инвестициями», ранее публиковавшиеся данные говорят, что в России около 7 млн домовладений имеют доход более 30 000 долларов в год, в 2006 году их доходы выросли на 65 %, доходы домохозяйств-миллионеров росли несколько быстрее. Для богатых домохозяйств в России характерно консервативное инвестирование средств, доля рискованных инвестиций не превышает 30 %.
В 2007 году «Росгосстрах» опубликовал исследование доходов обеспеченных жителей России. Согласно этому исследованию, в России жило 5 млн семей с доходом свыше 30 тысяч долларов в год. Если считать, что средний размер семьи в России составил 2,7 человека, то, следовательно, было около 13,5 млн жителей России с высокими доходами. Семей-миллионеров было 160 тысяч, а семей с доходом свыше 5 млн долларов — 12 тысяч. 80 % семей-миллионеров жило в Москве и Московской области. Всего обеспеченных россиян за 2006—2007 стало больше на 60 %, заметнее остальных выросла группа с доходом 30—100 тысяч долларов — на 71 %, самая высокодоходная группа — с доходом свыше 5 млн долларов, увеличилась наполовину.
В 2007 году исполнительный директор Центра развития Наталья Акиндинова утверждала, что в Московском регионе живут около 50 тысяч семей с доходом свыше миллиона долларов.

#### Самые богатые
По данным «Forbes» на сентябрь 2007 года, суммарное состояние 100 богатейших россиян выросло за год на 36 %.
По данным журнала Forbes, с мая 2008 года по февраль 2009 года число российских долларовых миллиардеров сократилось со 110 до 32 человек, а их общее состояние уменьшилось почти в 5 раз.
В 2011—2012 годах число российских долларовых миллиардеров составляет около 100 человек, с совокупным состоянием 499 млрд $.
В 2022 году общее состояние миллиардеров упало до 353 млрд долл. в связи с вторжением России на Украину и мировым экономическим кризисом и запретом экспорта\импорта в мире, а число упало с 123 до 88 и меньше.

### Бедность
По данным за три квартала 2012 года, величина прожиточного минимума в РФ составляла 6643 руб/месяц.
Доля населения с доходами ниже прожиточного минимума — 12,1 % (данные за январь-сентябрь 2012 года).
По данным главы Минтруда Максима Топилина, в 2015 году число людей с доходами ниже прожиточного минимума выросло с 16 до 19 миллионов. (то есть с 11,1 % до 12,9 %)
Доля «бедных» семей; которым не хватает даже на еду, и тем, кому достаточно средств на еду, но покупка одежды затруднительна; за год выросла с 22 % до 39 %; таковы результаты опроса ВЦИОМа, проведённого 12—13 декабря 2015 года. Участники исследования, проведённого 11—12 июля 2015 года, к разряду бедных отнесли бы семьи, в которых на одного человека приходится 11 тысяч рублей в месяц. По словам опрошенных, минимальная сумма, необходимая им самим для того, чтобы сводить концы с концами, составляет 22,7 тысячи рублей на человека.. По опросу Левада-центра, 75 % россиян, по их собственному признанию, могут купить только еду и одежду. Ещё 23 % — некоторые дорогие вещи, такие как телевизор или холодильник, но не могут купить автомобиль. Его могут купить лишь 4 %. 60 % населения считают, что товары и услуги в 2015 году подорожали в среднем на 15—50 %. По мнению ещё 20 % людей, цены выросли на 50—100 %.
С начала 2000-х годов и на всем протяжении периода восстановительного роста экономики доля бедного населения России постоянно снижалась. В период экономического кризиса 2008—2009 темпы сокращения замедлились, но к росту бедности не привели. В пост-кризисный период 2010—2011 годов по данным официальной статистики уровень бедности достигал 12,6 %, в 2012 году доля малоимущего населения снова демонстрировала сокращение, уровень бедности опустился до показателя 10,6 %.
В конце ноября 2022 года президент России Владимир Путин сообщил о том, что по итогам третьего квартала уровень бедности в РФ снизился до 10,5 %. По его словам, снижение небольшое, но вы целом важна позитивная динамика, которую необходимо сохранить. По информации президента, доходы наименее обеспеченных 10 % населения за три квартала текущего года прибавили 27,8 %. Владимир Путин заявил, что рост реальных доходов является приоритетной задачей, отметив, что «люди определяют своё благосостояние не по статистике, а по количеству денег в кармане».
По данным Росстата, в 2022 году уровень бедности в Российский Федерации снизился до исторического минимума — 10,5 %. В 2021 году он составлял 11 %. По мнению гендиректора ВНИИИ труда Дмитрия Платыгина падение уровня бедности в РФ было обусловлено, в том числе, снижением безработицы в стране, развитием программ выплат семьям с детьми, ростом заработных плат и социальных пособий. Также в 2022 году, по данным Росстата, численность населения с доходами ниже прожиточного минимума сократилась с 16 млн в 2021 году до 15,3 млн.
В июне 2023 года министр труда и социальной защиты Антон Котяков заявил, что целевым показателем по уровню бедности к 2030 году является показатель 6,5 %. Министр отметил позитивную динамику снижения бедности на протяжении последних трёх лет, сообщив, что по итогам 2022 года она составила 9,8 %. По состоянию на второй квартал 2024 года 8,5 % (12,4 млн чел.) населения России жили за чертой бедности, человек считался живущим ниже границы бедности, если его (её) ежемесячный располагаемый доход был ниже 15 354 руб. (175,48 $).

#### Доклад ВБ от 2004 года по оценке бедности
Всемирный банк (ВБ) 22 сентября 2004 года представил свой «Доклад по оценке бедности» в России. По его оценкам, за период с 1997 по 1999 год бедность в России выросла с 24,1 % населения (35,3 млн человек) до 41,5 % (60,5 млн). Затем, с 1999 по 2002 год, России удалось сократить бедность более чем вдвое — до 19,6 %. Безработица за это время сократилась с 13,2 до 8,2 % трудоспособного населения, а средняя зарплата выросла на 15 %.
Бедные в России — это чаще всего трудоспособные жители сёл и маленьких городов, имеющие детей. Очень высока доля проживающих ниже официальной черты бедности среди работников образования, культуры и здравоохранения. При этом эксперты ВБ и российские статистики используют разные методики определения уровня бедности. Российские специалисты оценивают долю бедного населения по ежемесячным доходам. Например, во II квартале 2004 года официальный прожиточный минимум составил 2 363 руб. в месяц на человека, а доходы ниже этого уровня имели 29,8 млн человек — 20,8 % населения. Всемирный банк считает эту методику не совсем корректной и предлагает оценивать бедность не по уровню доходов (о которых люди не всегда говорят правду), а по уровню потребления. Поэтому в 2002 году от бедности страдало, по оценке ВБ, 19,6 % российского населения, а по оценке российского правительства — 25 %.
По данным ВБ, 8 % транспортных субсидий достаётся 20 % беднейших граждан страны, тогда как 20 % богатейших получают 30 % таких субсидий. А объём жилищных пособий, получаемых самыми богатыми, в 2,1 раза больше помощи, достающейся беднякам.

## Регионы
Среднемесячная заработная плата в регионах РФ за конец 2015 год — начало 2016 год (по данным Росстата):

### Центральный федеральный округ
| Субъект        | Субъект              | 2016   | 2016    | 2016   | 2016   | 2016   |
| Субъект        | Субъект              | январь | февраль | март   | апрель | май    |
| -------------- | -------------------- | ------ | ------- | ------ | ------ | ------ |
| Центральный ФО | Центральный ФО       | 39 700 | 42 800  | 45 000 | 47 000 | 45 500 |
|                | Белгородская область | 24 400 | 24 500  | 26 200 | 26 100 | 26 400 |
|                | Брянская область     | 20 900 | 20 900  | 21 700 | 21 800 | 24 300 |
|                | Владимирская область | 23 100 | 23 300  | 24 600 | 24 600 | 25 600 |
|                | Воронежская область  | 23 700 | 24 300  | 25 500 | 26 400 | 26 700 |
|                | Ивановская область   | 20 000 | 20 500  | 21 100 | 21 500 | 22 400 |
|                | Калужская область    | 28 500 | 29 000  | 30 500 | 30 900 | 31 600 |
|                | Костромская область  | 20 900 | 21 500  | 21 900 | 22 800 | 22 900 |
|                | Курская область      | 22 500 | 23 300  | 23 700 | 25 400 | 24 900 |
|                | Липецкая область     | 23 000 | 23 100  | 24 000 | 26 900 | 25 600 |
|                | Московская область   | 39 600 | 39 900  | 42 000 | 42 400 | 43 100 |
|                | Орловская область    | 20 300 | 20 700  | 21 600 | 21 900 | 23 300 |
|                | Рязанская область    | 24 200 | 24 900  | 25 700 | 26 400 | 29 300 |
|                | Смоленская область   | 22 500 | 23 500  | 23 800 | 25 200 | 25 100 |
|                | Тамбовская область   | 20 500 | 20 600  | 21 300 | 22 200 | 23 800 |
|                | Тверская область     | 23 500 | 24 700  | 25 200 | 25 500 | 26 300 |
|                | Тульская область     | 26 700 | 27 100  | 27 900 | 27 900 | 28 800 |
|                | Ярославская область  | 25 700 | 26 000  | 27 400 | 28 000 | 29 000 |
|                | г. Москва            | 60 200 | 67 100  | 70 600 | 74 700 | 69 800 |

### Северо-Западный федеральный округ
| Субъект            | Субъект                   | 2015    | 2015   | 2015    | 2016   | 2016    |
| Субъект            | Субъект                   | октябрь | ноябрь | декабрь | январь | февраль |
| ------------------ | ------------------------- | ------- | ------ | ------- | ------ | ------- |
| Северо-Западный ФО | Северо-Западный ФО        | 37 200  | 37 100 | 47 700  | 36 700 | 38 800  |
|                    | Республика Карелия        | 30 300  | 29 600 | 36 700  | 29 900 | 31 700  |
|                    | Республика Коми           | 39 100  | 39 400 | 50 700  | 41 000 | 41 100  |
|                    | Архангельская область     | 37 300  | 36 500 | 47 100  | 38 600 | 37 600  |
|                    | Ненецкий АО               | 65 500  | 65 000 | 91 800  | 71 600 | 65 300  |
|                    | Архангельская обл. без АО | 35 000  | 34 200 | 43 400  | 35 900 | 35 200  |
|                    | Вологодская область       | 23 600  | 26 900 | 31 600  | 26 900 | 29 400  |
|                    | Калининградская область   | 28 900  | 28 100 | 36 400  | 27 400 | 27 700  |
|                    | Ленинградская область     | 33 300  | 33 100 | 38 900  | 32 800 | 34 300  |
|                    | Мурманская область        | 45 500  | 45 100 | 59 300  | 45 100 | 46 400  |
|                    | Новгородская область      | 25 800  | 25 800 | 31 700  | 25 300 | 26 000  |
|                    | Псковская область         | 21 400  | 20 900 | 25 500  | 20 700 | 21 200  |
|                    | г. Санкт-Петербург        | 43 200  | 43 500 | 57 600  | 42 100 | 45 900  |

### Южный федеральный округ
| Субъект     | Субъект               | 2015    | 2015   | 2015    | 2016   | 2016    |
| Субъект     | Субъект               | октябрь | ноябрь | декабрь | январь | февраль |
| ----------- | --------------------- | ------- | ------ | ------- | ------ | ------- |
| Южный ФО    | Южный ФО              | 25 000  | 24 900 | 31 200  | 24 000 | 24 700  |
|             | Республика Адыгея     | 21 800  | 21 800 | 27 200  | 21 000 | 21 500  |
|             | Республика Калмыкия   | 19 200  | 19 700 | 25 500  | 18 600 | 19 700  |
| Флаг Крыма  | Республика Крым       | 23 933  | 23 790 | 30 222  | 22 979 | 22 687  |
|             | Краснодарский край    | 26 600  | 26 000 | 32 900  | 25 200 | 25 800  |
|             | Астраханская область  | 24 100  | 24 100 | 32 100  | 23 700 | 25 100  |
|             | Волгоградская область | 23 600  | 24 500 | 30 500  | 23 200 | 24 100  |
|             | Ростовская область    | 24 400  | 24 600 | 30 000  | 23 400 | 24 200  |
| Севастополь | г. Севастополь        | 25 385  | 25 062 | 38 054  | 23 651 | 25 511  |

### Северо-Кавказский федеральный округ
| Субъект              | Субъект              | 2015    | 2015   | 2015    | 2016   | 2016    |
| Субъект              | Субъект              | октябрь | ноябрь | декабрь | январь | февраль |
| -------------------- | -------------------- | ------- | ------ | ------- | ------ | ------- |
| Северо-Кавказский ФО | Северо-Кавказский ФО | 21 300  | 21 600 | 27 300  | 20 600 | 21 400  |
|                      | Дагестан             | 18 400  | 18 300 | 24 200  | 17 800 | 19 000  |
|                      | Ингушетия            | 20 600  | 20 400 | 24 900  | 20 100 | 21 400  |
|                      | Кабардино-Балкария   | 19 900  | 20 200 | 24 200  | 19 700 | 20 500  |
|                      | Карачаево-Черкесия   | 19 600  | 19 900 | 25 000  | 21 200 | 20 300  |
|                      | Северная Осетия      | 19 900  | 20 300 | 27 100  | 20 200 | 21 400  |
|                      | Чечня                | 21 400  | 21 500 | 26 100  | 21 200 | 21 900  |
|                      | Ставропольский край  | 23 600  | 24 000 | 30 200  | 22 200 | 22 800  |

### Приволжский федеральный округ
| Субъект | Субъект               | 2015    | 2015   | 2015    | 2016   | 2016    |
| Субъект | Субъект               | октябрь | ноябрь | декабрь | январь | февраль |
| ------- | --------------------- | ------- | ------ | ------- | ------ | ------- |
|         | Приволжский ФО        | 25 500  | 25 300 | 32 100  | 24 600 | 25 000  |
|         | Башкортостан          | 25 700  | 26 200 | 31 700  | 24 900 | 25 200  |
|         | Марий Эл              | 24 400  | 21 400 | 28 600  | 20 300 | 20 300  |
|         | Мордовия              | 21 400  | 21 300 | 27 300  | 20 300 | 20 600  |
|         | Татарстан             | 28 700  | 28 500 | 37 400  | 28 000 | 27 800  |
|         | Удмуртия              | 25 000  | 25 200 | 30 500  | 24 700 | 24 100  |
|         | Чувашия               | 21 000  | 20 700 | 26 900  | 20 000 | 20 400  |
|         | Пермский край         | 27 500  | 27 300 | 37 300  | 27 300 | 27 900  |
|         | Кировская область     | 21 800  | 21 600 | 26 400  | 21 700 | 21 500  |
|         | Нижегородская область | 26 300  | 26 400 | 34 300  | 25 000 | 26 200  |
|         | Оренбургская область  | 24 100  | 24 000 | 29 900  | 23 800 | 24 300  |
|         | Пензенская область    | 23 200  | 23 000 | 27 700  | 22 700 | 22 800  |
|         | Самарская область     | 27 600  | 26 900 | 33 800  | 25 900 | 26 400  |
|         | Саратовская область   | 22 100  | 22 000 | 26 200  | 21 700 | 21 900  |
|         | Ульяновская область   | 22 800  | 22 600 | 28 700  | 22 200 | 22 800  |

### Уральский федеральный округ
| Субъект      | Субъект                  | 2015    | 2015   | 2015    | 2016   | 2016    |
| Субъект      | Субъект                  | октябрь | ноябрь | декабрь | январь | февраль |
| ------------ | ------------------------ | ------- | ------ | ------- | ------ | ------- |
| Уральский ФО | Уральский ФО             | 37 700  | 37 300 | 49 200  | 38 000 | 38 000  |
|              | Курганская область       | 21 600  | 21 500 | 27 000  | 20 900 | 21 100  |
|              | Свердловская область     | 30 500  | 30 600 | 37 600  | 30 000 | 29 900  |
|              | Тюменская область        | 52 400  | 51 500 | 73 600  | 55 000 | 55 200  |
|              | Ханты-Мансийский АО      | 55 200  | 53 500 | 83 000  | 57 400 | 57 000  |
|              | Ямало-Ненецкий АО        | 70 400  | 71 100 | 89 900  | 77 900 | 78 000  |
|              | Тюменская область без АО | 34 600  | 33 900 | 45 700  | 33 800 | 35 100  |
|              | Челябинская область      | 30 200  | 29 800 | 35 300  | 29 200 | 28 700  |

### Сибирский федеральный округ
| Субъект      | Субъект               | 2015    | 2015   | 2015    | 2016   | 2016    |
| Субъект      | Субъект               | октябрь | ноябрь | декабрь | январь | февраль |
| ------------ | --------------------- | ------- | ------ | ------- | ------ | ------- |
| Сибирский ФО | Сибирский ФО          | 29 500  | 29 400 | 36 500  | 28 700 | 28 500  |
|              | Республика Алтай      | 22 000  | 21 800 | 29 000  | 21 900 | 22 500  |
|              | Бурятия               | 29 000  | 28 700 | 36 500  | 28 100 | 27 800  |
|              | Тыва                  | 32 500  | 26 900 | 38 400  | 27 300 | 27 100  |
|              | Хакасия               | 30 500  | 28 900 | 36 900  | 29 300 | 29 200  |
|              | Алтайский край        | 19 900  | 19 700 | 24 900  | 19 200 | 19 200  |
|              | Забайкальский край    | 30 300  | 30 400 | 39 000  | 29 800 | 29 700  |
|              | Красноярский край     | 35 200  | 35 500 | 44 700  | 35 400 | 34 700  |
|              | Иркутская область     | 32 600  | 32 500 | 39 600  | 32 700 | 31 800  |
|              | Кемеровская область   | 28 000  | 27 900 | 34 000  | 27 700 | 27 200  |
|              | Новосибирская область | 25 700  | 28 500 | 34 600  | 26 600 | 27 100  |
|              | Омская область        | 27 700  | 27 200 | 34 200  | 25 800 | 26 000  |
|              | Томская область       | 33 100  | 33 300 | 41 000  | 31 700 | 32 000  |

### Дальневосточный федеральный округ
| Субъект            | Субъект             | 2015    | 2015   | 2015    | 2016   | 2016    |
| Субъект            | Субъект             | октябрь | ноябрь | декабрь | январь | февраль |
| ------------------ | ------------------- | ------- | ------ | ------- | ------ | ------- |
| Дальневосточный ФО | Дальневосточный ФО  | 42 200  | 42 000 | 55 900  | 42 000 | 41 500  |
|                    | Якутия              | 52 000  | 51 100 | 81 700  | 50 700 | 51 000  |
|                    | Камчатский край     | 55 500  | 54 000 | 71 300  | 53 100 | 52 800  |
|                    | Приморский край     | 33 400  | 33 200 | 41 700  | 33 500 | 32 700  |
|                    | Хабаровский край    | 38 800  | 37 500 | 47 700  | 37 100 | 36 900  |
|                    | Амурская область    | 31 900  | 31 800 | 39 900  | 30 400 | 30 000  |
|                    | Магаданская область | 61 100  | 71 300 | 85 700  | 57 100 | 61 800  |
|                    | Сахалинская область | 59 100  | 60 500 | 77 100  | 69 400 | 63 300  |
|                    | Еврейская АО        | 30 900  | 29 900 | 38 200  | 29 600 | 29 500  |
|                    | Чукотский АО        | 73 100  | 76 900 | 99 600  | 75 800 | 84 800  |

## Статистика
|                                                                            | 2010  | 2011  | 2012  | 2013  | 2014  | 2015  | 2016  | 2017  | 2018  | 2019  | 2020  | 2021  | 2022  | 2023  | 2024  | 2025  |
| Денежные доходы населения России, трлн рублей                              | 32,5  | 35,6  | 39,9  | 44,7  | 47,9  | 53,5  | 54,1  | 55,4  | 57,5  |       | 62,3  |       |       |       |       |       |
| Денежные доходы населения России, $ млрд                                   | 1070  | 1213  | 1284  | 1402  | 1241  | 876   | 819   | 950   | 918   |       | 861   |       |       |       |       |       |
| Среднедушевой денежный доход населения России, рублей в месяц              | 18958 | 20780 | 23221 | 25928 | 27767 | 30467 | 30747 | 31422 | 32635 |       | 35361 |       |       |       |       |       |
| Среднедушевой денежный доход населения России, $ в месяц                   | 624   | 707   | 747   | 814   | 719   | 499   | 465   | 539   | 521   |       | 490   |       |       |       |       |       |
| Медианный среднедушевой доход населения России, рублей в месяц             |       |       |       | 19036 | 20392 | 22605 | 23058 | 23870 | 24795 | 26364 | 27036 | 30083 | 34806 |       |       |       |
| Доля населения России с доходами ниже прожиточного минимума, %             | 12,5  | 12,7  | 10,7  | 10,8  | 11,2  | 13,3  | 13,3  | 13,2  | 12,9  |       |       |       |       |       |       |       |
| Средняя зарплата в России, рублей в месяц                                  | 20952 | 23369 | 26629 | 29792 | 32495 | 34030 | 36709 | 39167 | 43724 | 47867 | 51344 | 57244 | 65338 | 74854 | 87952 |       |
| Средняя зарплата в России, $ в месяц                                       | 690   | 795   | 857   | 935   | 842   | 557   | 556   | 672   | 692   | 739   | 708   | 668   | 762   | 873   | 952   |       |
| Средняя зарплата в России по паритету покупательной способности, $ в месяц |       | 1394  | 1543  | 1640  | 1686  | 1530  | 1561  | 1640  |       |       |       |       |       |       |       |       |
| Медианная зарплата в России, рублей в месяц                                |       | 16043 |       | 21268 |       | 24868 |       | 28345 |       | 34335 |       | 40245 |       | 52558 |       | 73871 |
| Соотношение медианной зарплаты к средней в России, %                       |       | 71,8  |       | 72,2  |       | 73,6  |       | 72,9  |       | 63,6  | 63,5  |       |       |       |       |       |
| Средний размер назначенных пенсий в России, рублей в месяц                 |       |       |       |       |       |       |       |       |       |       | 14986 |       |       |       |       |       |
| Средний размер назначенных пенсий в России, $ в месяц                      |       |       |       |       |       |       |       |       |       |       | 208   |       |       |       |       |       |